# Requetés
Os Requetés (pronúncia espanhola: [rekeˈtes], do Francês requête, “chamamento”) foram a milícia Carlista durante a Guerra Civil Espanhola. Usando boinas vermelhas, eles vieram principalmente de Navarra e eram altamente religiosos, com muitos encarando a guerra como uma Cruzada. Eles eram frequentemente acompanhados por padres como capelães de campo, que eram conhecidos por arriscarem as suas vidas para realizar os últimos ritos no campo de batalha e que também instigavam os homens. Uma enciclopédia Espanhola de 1965 define os Requetés:
[Um] grupo de tradicionalistas cujo objetivo é encorajar entre si os objetivos do partido político, sentimentos valorosos, destreza física, iniciativa, espírito de resistência e a aceitação da responsabilidade, e que, durante as guerras civis da Espanha, lutaram num corpo de exército (tercios) em defesa das tradições religiosas e monárquicas.— 

- Enciclopédia Universal Sopena
O uso mais antigo do termo foi aplicado ao Terceiro Batalhão de Navarra (Tercer Batallón de Navarra) em 1835 durante a Primeira Guerra Carlista, e mais tarde foi aplicado geralmente a todos os combatentes Carlistas.

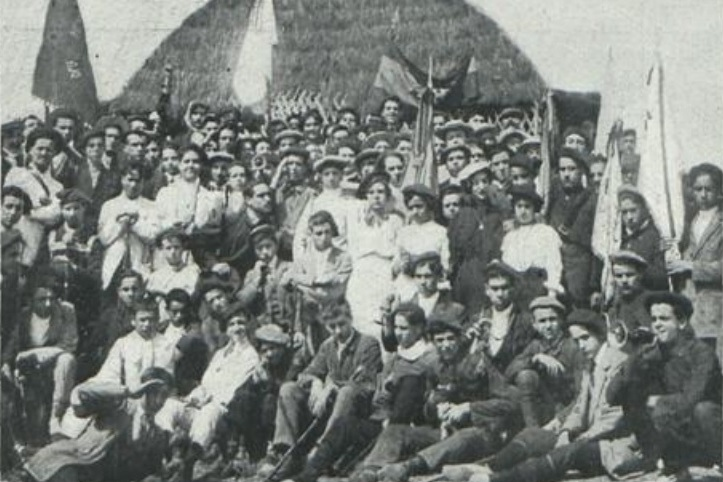
Requeté, 1912

Os Requetés Carlistas tinham recebido treinamento militar durante a Segunda República Espanhola. Durante os primeiros e intermédios períodos da Guerra Civil Espanhola, as unidades da Requeté eram bem conhecidas como tropas de assalto altamente motivadas e (comparativamente) bem treinadas para os nacionalistas. As unidades Carlistas foram instrumentais em várias vitórias nacionalistas, nomeadamente durante os duros combates dentro e ao redor das duas províncias do País Basco, Biscaia e Guipúscoa, durante a Campanha do Norte em 1937.
As negociações com os generais conspiradores eram duras, no entanto, em Julho de 1936, o Carlismo apoiou unanimemente o lado nacionalista de extrema direita na Guerra Civil Espanhola. Desde o início houve sérios problemas entre os Carlistas, especialmente o seu então chefe político Manuel Fal Conde, e o governo militar. Em 8 de Dezembro de 1936, Manuel Fal teve que sair temporariamente para Portugal após um grande confronto com Franco.
Em 19 de Abril de 1937, o ramo político dos Requetés foi "unificado" com a Falange Espanhola Tradicionalista e das Juntas de Ofensiva Nacional Sindicalista. Tanto a Falange quanto o regente, o Príncipe Xavier de Bourbon-Parma, protestaram contra esse movimento e, após um encontro com Francisco Franco, o Príncipe Xavier foi expulso da Espanha. Devido às necessidades da guerra, as ações contra a Unificação não foram muito além, mas significaram a perda de toda a riqueza material do partido: prédios, jornais, etc. Muitos Carlistas recusaram-se a juntar-se ao novo partido e a violência entre as facções irrompeu na Basílica de Begoña em 16 de Agosto de 1942, quando os Falangistas atacaram uma multidão Carlista com granadas, causando muitos ferimentos e várias mortes.